# 中軌道
中軌道 (medium earth orbit; MEO）は、低軌道（約2,000km以下）と対地同期軌道（平均高度約36,000km）の中間に位置する人工衛星の軌道の総称である。ICO（intermediate circular orbit）という言い方もあるが、これは後述の企業名でもある。
公転周期1/2恒星日（11時間58分）の準同期軌道は中軌道に含まれる。
地上から見て常に動き、地平線下に沈むので、多数を衛星コンステレーションとして利用することが多い。

## 使用例

### 衛星測位システム
- GPS衛星 高度20200km（準同期軌道）の31機を使用する。

### 通信システム
中軌道では、地表との距離が長くなるため、リモートセンシングには不利であるが、全地球でのカバレージを確保するための衛星個数が低軌道より削減できるため、中軌道衛星コンステレーションを使った衛星電話および通信システムが提案されている。
- モルニヤ衛星 高度500～40000km（準同期軌道）の20機余を使用。
- ICO社 高度10,390kmの衛星を10機使用したシステムを計画していた会社であるが1999年に経営破綻し再建中。

参考：低軌道衛星のコンステレーションの例。これら各社の衛星数はICO社のものより多い。
- イリジウム社  高度780kmの衛星を66機使用
- テレデシック社  高度1,300～1,400kmの衛星を288機使用
- グローバルスター社  高度1,400kmの衛星を48機使用